# Zuzana Mračnová
Zuzana Mračnová (Bratislava, 11 luglio 1980) è un'ex cestista slovacca.

## Carriera
Con la Slovacchia ha disputato i Campionati europei del 2003.